# Roland Węckowski
Roland Węckowski, Roland Zygmunt Węckowski (ur. 26 maja 1908) – polski urzędnik służby zagranicznej.

## Życiorys
Członek polskiej służby zagranicznej, w której pełnił funkcje: urzędnika konsulatu w Antwerpii (1929), urzędnika konsulatu generalnego w Berlinie (1931–1932), urzędnika Ministerstwa Spraw Zagranicznych (1933–1935), attaché konsulatu generalnego w Królewcu (1935–1937), w tym kierownika tego urzędu (1936), referendarza potem radcy w Wydziale Prasowym MSZ (1937–1939). W 1944 był redaktorem „Dziennika Żołnierza”. Po wojnie przebywał w Wielkiej Brytanii. Naturalizowany z dniem 1 maja 1958.
W 1933 odznaczony szwedzkim krzyżem kawalerskim Orderu Wazów.